# Dendroaeschna conspersa
Genre
Espèce
Statut de conservation UICN

 LC  : Préoccupation mineure
Dendroaeschna conspersa est une espèce monotypique dans la famille des Aeshnidae appartenant au sous-ordre des Anisoptères dans l'ordre des Odonates.